# Liste der Baudenkmäler in Götzenkirchen
Die Liste der Baudenkmäler in Götzenkirchen enthält die denkmalgeschützten Bauwerke auf dem Gebiet von Kerpen-Götzenkirchen in Nordrhein-Westfalen (Stand: Januar 2021). Diese Baudenkmäler sind in der Denkmalliste der Stadt Kerpen eingetragen; Grundlage für die Aufnahme ist das Denkmalschutzgesetz Nordrhein-Westfalen (DSchG NRW).

## Baudenkmäler
Die Liste der Baudenkmäler enthält Sakralbauten, Wohn- und Fachwerkhäuser, historische Gutshöfe und Adelsbauten, Industrieanlagen, Wegekreuze und andere Kleindenkmäler sowie Grabmale und Grabstätten, die eine besondere Bedeutung für die Geschichte Erftstadts haben.
Hinweis: Die Reihenfolge der Denkmäler in dieser Liste entspricht der offiziellen Liste und ist nach Bezeichnung, Ortsteilen und Straßen sortierbar.
| Bild                            | Bezeichnung                     | Lage                          | Beschreibung | Bauzeit                   | Eingetragen seit | Denkmal- nummer |
| ------------------------------- | ------------------------------- | ----------------------------- | ------------ | ------------------------- | ---------------- | --------------- |
| weitere Bilder                  | Wegekreuz                       | Götzenkirchen Cyriakusstr.    |              |                           | 15.09.2003       | 86              |
| weitere Bilder                  |                                 | Götzenkirchen Cyriakusstr. 11 |              |                           | 22.11.1990       | 82              |
| weitere Bilder                  |                                 | Götzenkirchen Cyriakusstr. 17 |              |                           | 28.10.1988       | 104             |
| weitere Bilder                  |                                 | Götzenkirchen Cyriakusstr. 3  |              |                           | 15.07.1988       | 80              |
| weitere Bilder                  |                                 | Götzenkirchen Cyriakusstr. 40 |              |                           | 13.02.1986       | 76              |
| weitere Bilder                  |                                 | Götzenkirchen Cyriakusstr. 9  |              |                           | 15.07.1988       | 81              |
| weitere Bilder                  |                                 | Götzenkirchen Maurinplatz 1   |              |                           | 15.07.1988       | 101             |
| weitere Bilder                  | Kath. Pfarrkirche St. Cyriakus  | Götzenkirchen                 |              | 1779, heutige Bausubstanz | 15.04.1987       | 47              |
| Grabkreuz in der Kirchhofsmauer | Grabkreuz in der Kirchhofsmauer | Götzenkirchen                 |              |                           | 15.04.1987       | 48              |

## Belege
1. ↑  Denkmalliste der Stadt Kerpen, übermittelt durch die Untere Denkmalbehörde Kerpen.